# 於玉稲荷神社

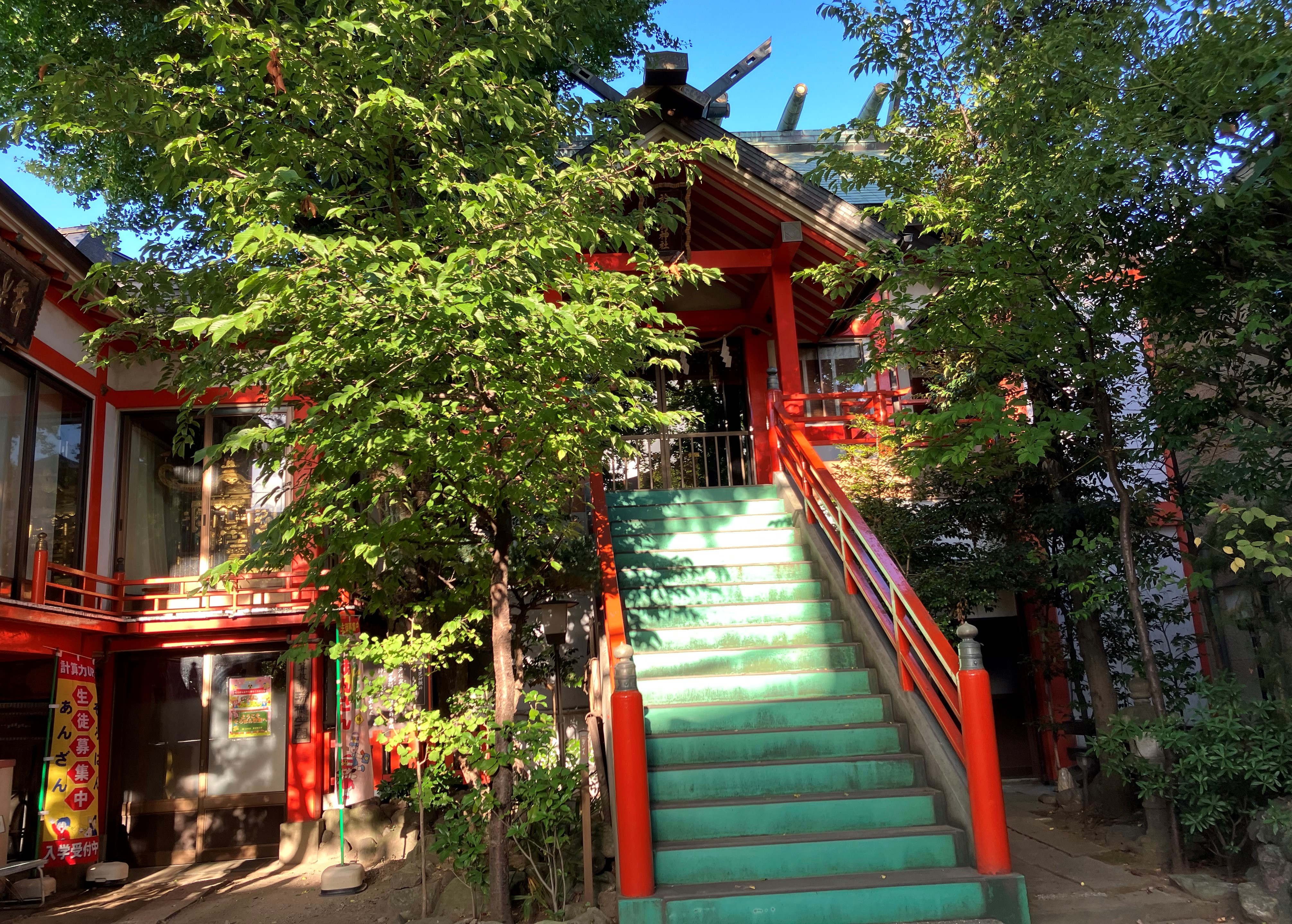
拝殿

於玉稲荷神社（おたまいなりじんじゃ）は、東京都葛飾区の神社。

## 歴史
1457年（長禄元年）に創建された。太田道灌が江戸城築造に際して、その守護神とすべく、神田の「桜が池」のほとり（現・東京都千代田区岩本町）に創建したものである。
その後、桜が池は茶屋の娘「お玉」が投身自殺したことから、いつしか「お玉が池」と呼ばれるようになり、当社も「お玉稲荷大明神」として崇敬されるようになった。
1855年（安政2年）の安政江戸地震で罹災し、1871年（明治4年）に分社があった現在地に移転した。
なお、旧所在地にも小規模ながら「繁栄お玉稲荷神社」として現存している。

## 交通アクセス
- 新小岩駅より徒歩8分。